# Pou de gel de Pelagalls
El Pou de gel de Pelagalls és un pou de glaç de Pelagalls, al municipi dels Plans de Sió (Segarra), una obra inclosa a l'Inventari del Patrimoni Arquitectònic de Catalunya.

## Descripció
El pou de gel està situat a la Plaça de l'Església, cap a la banda nord, i s'aprofita el desnivell existent per accedir-hi i per deixar sortir l'aigua del desgel. Té una amplada de 5,5 metres de diàmetre i 6,2 metres d'alçada. Es conserva en bon estat, amb la utilització de carreus força regulars. La part superior acaba amb una falsa cúpula amb el forat a la part central, per on es posava el glaç, actualment tapada amb una reixa metàl·lica superior.
Els pous de gel es comencen a construir a partir del segle xvi. Servien per emmagatzemar neu i clapes de gel que després es venien.